# Selaginella fimbriata
Selaginella fimbriata là một loài dương xỉ trong họ Selaginellaceae. Loài này được Liebm. mô tả khoa học đầu tiên năm 1847.
Danh pháp khoa học của loài này chưa được làm sáng tỏ. 